# 岐阜県立白鳩学園
岐阜県立白鳩学園（ぎふけんりつしろばとがくえん）とは、岐阜県恵那市にある岐阜県立の児童福祉施設（児童養護施設）である。

## 概要
- 岐阜県立の児童養護施設であり、何らかの事情で養育が充分されない子供が家庭を離れて暮らす施設である。
- 入所児童は各個人の症状に応じて生活と学習の支援を行い、自立に向けた取り組みを行っている。
- 運営は、社会福祉法人岐阜県福祉事業団が委託されている。

## 沿革
- 1959年（昭和34年）9月1日 - 可児郡可児町の養護施設土田双葉寮を虚弱児施設白鳩学園に改称する。
- 1967年（昭和42年）4月1日 - 委託先が日本赤十字社岐阜県支部から社会福祉法人岐阜県厚生事業団（現・社会福祉法人岐阜県福祉事業団）に変更される。
- 1979年（昭和54年）4月1日 - 現在地に新築し、移転。可児町立土田小学校の白鳩学園分教室を廃止。

## 住所
- 岐阜県恵那市大井町2716-13

## 周辺施設
- 市立恵那病院
- 恵那市子供発達センターにじの家
- 恵那市病児保育所（市立恵那病院旧棟）